# Admiral Hipper (lớp tàu tuần dương)
Lớp tàu tuần dương Admiral Hipper là một loạt năm tàu tuần dương hạng nặng, trong đó ba chiếc đã phục vụ cùng Hải quân của Đức Quốc xã trong Chiến tranh thế giới thứ hai, một chiếc được bán trong tình trạng chưa hoàn tất cho Liên Xô vào năm 1940, và một chiếc được cải biến thành tàu sân bay nhưng chưa bao giờ hoàn tất. Tên của lớp được gọi theo tên chiếc dẫn đầu, vốn được đặt theo Đô đốc Franz von Hipper.

## Thiết kế
Lớp tàu này được thiết kế theo những khái niệm về tàu tuần dương hạng nặng của Hiệp ước Hải quân Washington; tuy nhiên, dù sao Đức vẫn không phải là một nước tham gia Hiệp ước, nên đã không tuân thủ triệt để giới hạn trọng lượng choán nước ở mức 10.000 tấn. Thiết kế của lớp Admiral Hipper bắt đầu ở mức 12.500 tấn và tăng dần trong quá trình phát triển.
Dàn pháo chính của nó bao gồm tám khẩu hải pháo 8 inch/60 calibre, bắn quả đạn pháo nặng 269 lb (122 kg), khiến tổng lượng pháo bắn qua mạn đạt 2.150 lb (980 kg) mỗi loạt bắn. Kiểu pháo này có tầm xa tối đa 36.680 thước Anh (33.540 m) và tốc độ bắn 5 phát mỗi phút cho mỗi nòng pháo. Dàn pháo hạng hai bao gồm mười hai khẩu 10,5 cm/65 calibre lưỡng dụng, bắn quả đạn pháo nặng 33 lb (15 kg) đạt được tầm xa 19.360 thước Anh (17.700 m) hoặc trần bắn 41.000 foot (12.500 m) khi chống lại máy bay, và có thể đạt tốc độ bắn 17 phát mỗi phút cho mỗi nòng pháo. Những chiếc trong lớp Admiral Hipper so sánh được với tàu tuần dương hạng nặng của hải quân các nước khác, và được xem có kiểu dáng đẹp do có hình dạng tương tự lớp thiết giáp hạm Bismarck
Ở một chừng mực nào đó, lớp tàu mới này là lời đáp trả của Đức đối với tàu tuần dương Algérie trang bị pháo 8 inch (203 mm) được Pháp đưa ra nhằm đối phó với các tàu tuần dương Ý tại Địa Trung Hải. Nhiều cỡ nòng pháo khác nhau đã được xem xét cho thiết kế của Admiral Hipper, nhưng cuối cùng một dàn hỏa lực gồm tám khẩu pháo 8 inch (203 mm) đã được chọn cho Admiral Hipper. Điều này đã khiến nó có hỏa lực so sánh được với lớp tàu tuần dương County của Hải quân Hoàng gia Anh, cho dù lớn hơn đáng kể. Những vấn đề trong hệ thống động lực đã giới hạn tầm hoạt động còn 5.000 hải lý (9.000 km) ở tốc độ 15 hải lý trên giờ (28 km/h), kém hơn nhiều so với mục tiêu khi thiết kế 6.500 hải lý (12.000 km) ở tốc độ 17 hải lý trên giờ (31 km/h). Sau khi chế tạo Admiral Hipper và Blücher, thiết kế được mở rộng đôi chút, cho dù những đặc tính chính vẫn tương tự. Với thiết kế mới, chỉ có một chiếc, Prinz Eugen, được hoàn tất trong số ba chiếc theo kế hoạch.
Được thiết kế như một phần trong Kế hoạch Z nhiều tham vọng của hải quân Đức, trong thực tế chúng được yêu cầu hoạt động trong cả vai trò cướp tàu buôn lẫn hỗ trợ các đơn vị hải quân khác cũng như lực lượng trên bờ, và đã chứng tỏ có hiệu quả trong vai trò sau này. Tuy nhiên, trong vai trò cướp tàu buôn, chúng bị giới hạn do không có tầm hoạt động đủ xa, không được trang bị động cơ Diesel cho những chuyến đi đường trường như đối với lớp tàu tuần dương Deutschland mà đôi khi được gọi là những "thiết giáp hạm bỏ túi". Thêm vào đó, hệ thống động lực của chúng không được tin cậy; Admiral Hipper chịu đựng những lần hỏng hóc động cơ tại Đại Tây Dương và Bắc Hải, làm giới hạn hiệu quả của nó. Prinz Eugen cũng bị hỏng động cơ trong Chiến dịch Rheinübung sau khi tách ra khỏi thiết giáp hạm Bismarck, khiến nó phải từ bỏ chuyến đi săn tàu buôn đầy hứa hẹn.

## Những chiếc trong lớp
| Tàu            | Đặt lườn             | Hạ thủy             | Hoạt động           | Số phận                                                                                            |
| Admiral Hipper | 6 tháng 7 năm 1935   | 6 tháng 2 năm 1937  | 25 tháng 4 năm 1939 | Bị đánh đắm năm 1945, cho nổi lên và tháo dỡ 1948-1949                                             |
| Blücher        | 15 tháng 8 năm 1935  | 8 tháng 6 năm 1937  | 20 tháng 9 năm 1939 | Bị đánh chìm ngày 9 tháng 4 năm 1940 tại Oslofjord, Na Uy                                          |
| Prinz Eugen    | 23 tháng 4 năm 1936  | 22 tháng 8 năm 1938 | 1 tháng 8 năm 1940  | Bị lật úp tháng 12 năm 1946 tại đảo san hô Kwajalein sau khi tham gia thử nghiệm bom nguyên tử     |
| Lützow         | 8 tháng 2 năm 1937   | 7 tháng 1 năm 1939  | 15 tháng 8 năm 1941 | Chuyển cho Liên Xô tháng 4 năm 1940, đổi tên thành Petropavlovsk, rồi Tallinn. Bị tháo dỡ 1960     |
| Seydlitz       | 29 tháng 12 năm 1936 | 19 tháng 1 năm 1939 |                     | Bị đánh đắm khi chưa hoàn tất 10 tháng 4 năm 1945; được Liên Xô cho nổi trở lại 1946; tháo dỡ 1947 |

## Lịch sử hoạt động
Ba chiếc đầu tiên trong lớp Admiral Hipper, Blücher và Prinz Eugen đã phục vụ cùng Hải quân Đức trong Thế Chiến II. Admiral Hipper bị hư hại trong một cuộc tấn công đoàn tàu vận tải vào dịp năm mới 1942 và đã không thể phục vụ cho đến tháng 1 năm 1945; nó bị đánh đắm tại xưởng tàu của Deutsche Werke ở Kiel vào ngày 2 tháng 5 năm 1945. Blücher bị đánh chìm tại Oslofjord khi Đức xâm chiếm Na Uy năm 1940. Prinz Eugen sống sót qua cuộc chiến tranh và bị đánh chìm tại đảo san hô Kwajalein vào ngày 22 tháng 12 năm 1946 sau khi trải qua các cuộc thử nghiệm bom nguyên tử. Lützow được chuyển cho Liên Xô trong tình trạng chưa hoàn tất vào năm 1940, và đã phục vụ dưới tên gọi Petropavlovsk, sau đổi thành Tallinn, tại biển Baltic; nó bị tháo dỡ vào năm 1960. Seydlitz được cho cải biến thành một tàu sân bay; dự án này không được hoàn tất và nó bị đánh đắm tại Königsberg vào ngày 10 tháng 4 năm 1945. Seydlitz được cho nổi trở lại vào năm 1946 và được chuyển đến Leningrad. Đã có kế hoạch đưa nó hoạt động trở lại, sử dụng những linh kiện của chiếc Lützow, nhưng kế hoạch bị hủy bỏ và nó được rút khỏi danh sách hải quân vào năm 1947. Seydlitz bị tháo dỡ tại Xưởng tàu Baltic vào năm 1949.